# Гробля (Нижньосілезьке воєводство)
Гробля (пол. Grobla) — село в Польщі, у гміні Пашовиці Яворського повіту Нижньосілезького воєводства.
Населення — 98 осіб (2011).
У 1975-1998 роках село належало до Легницького воєводства.

## Демографія
Демографічна структура станом на 31 березня 2011 року:
|          | Загалом | Допрацездатний вік | Працездатний вік | Постпрацездатний вік |
| -------- | ------- | ------------------ | ---------------- | -------------------- |
| Чоловіки | 50      | 12                 | 32               | 6                    |
| Жінки    | 48      | 11                 | 25               | 12                   |
| Разом    | 98      | 23                 | 57               | 18                   |

## Галерея

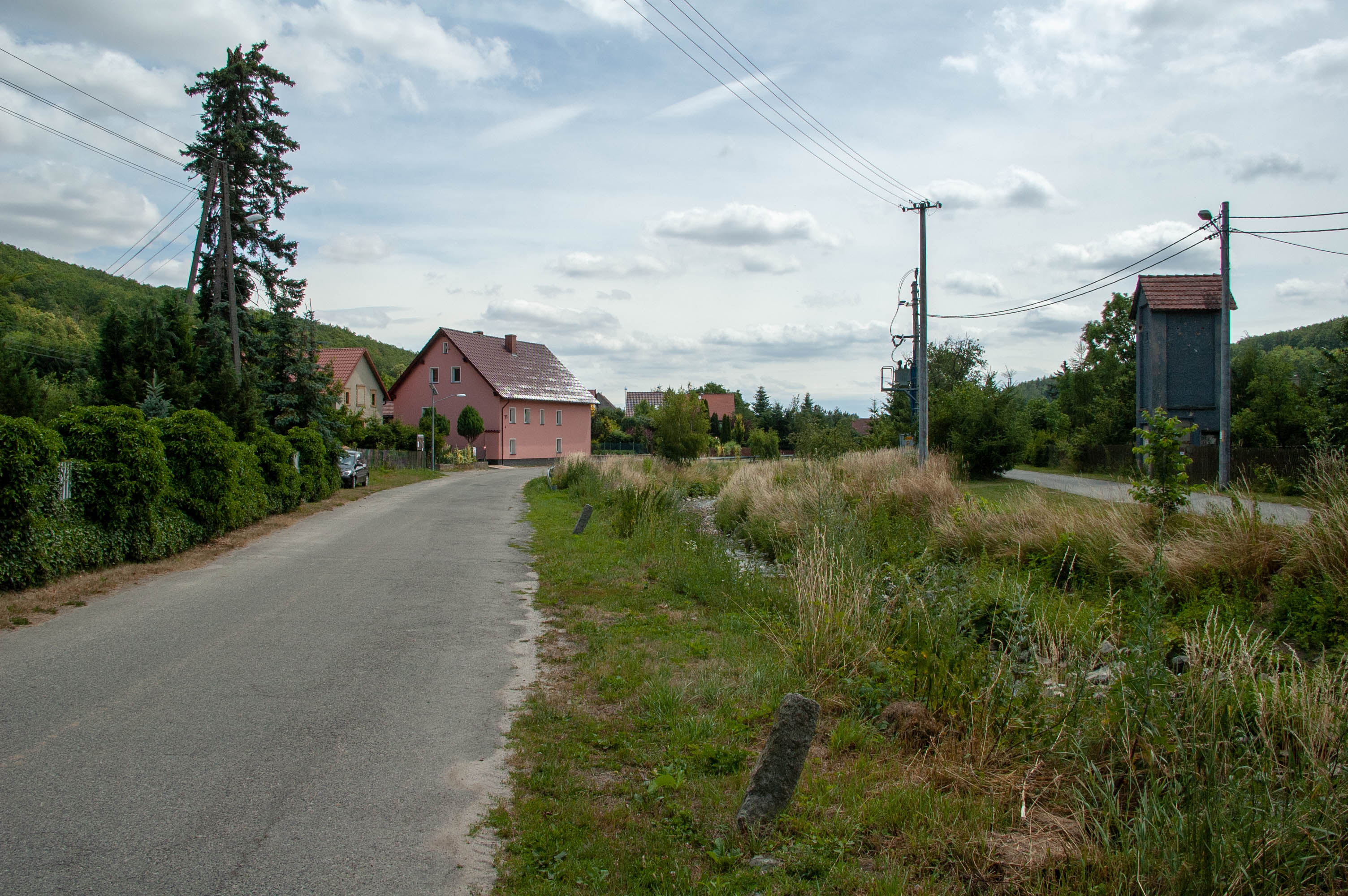
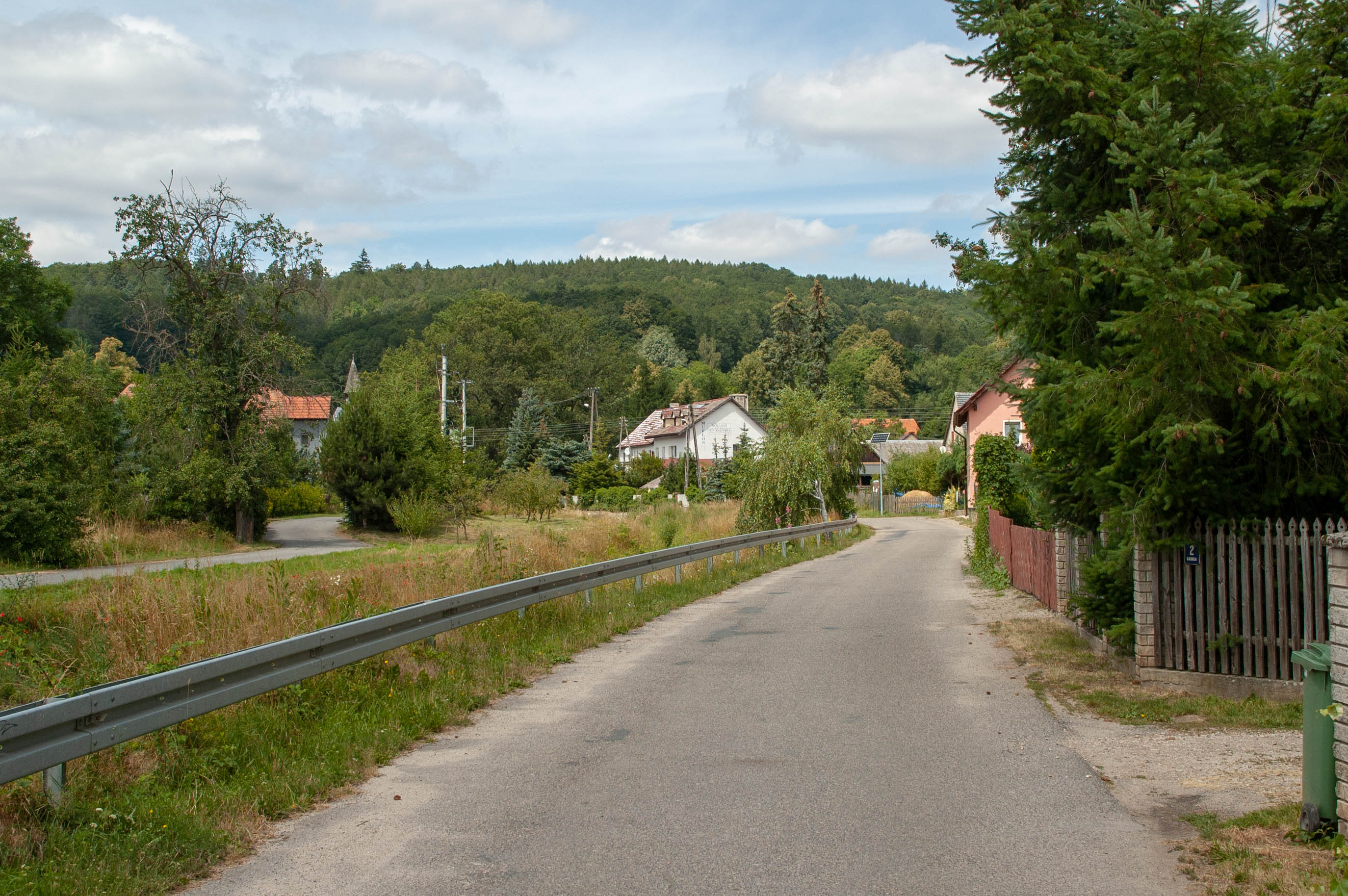
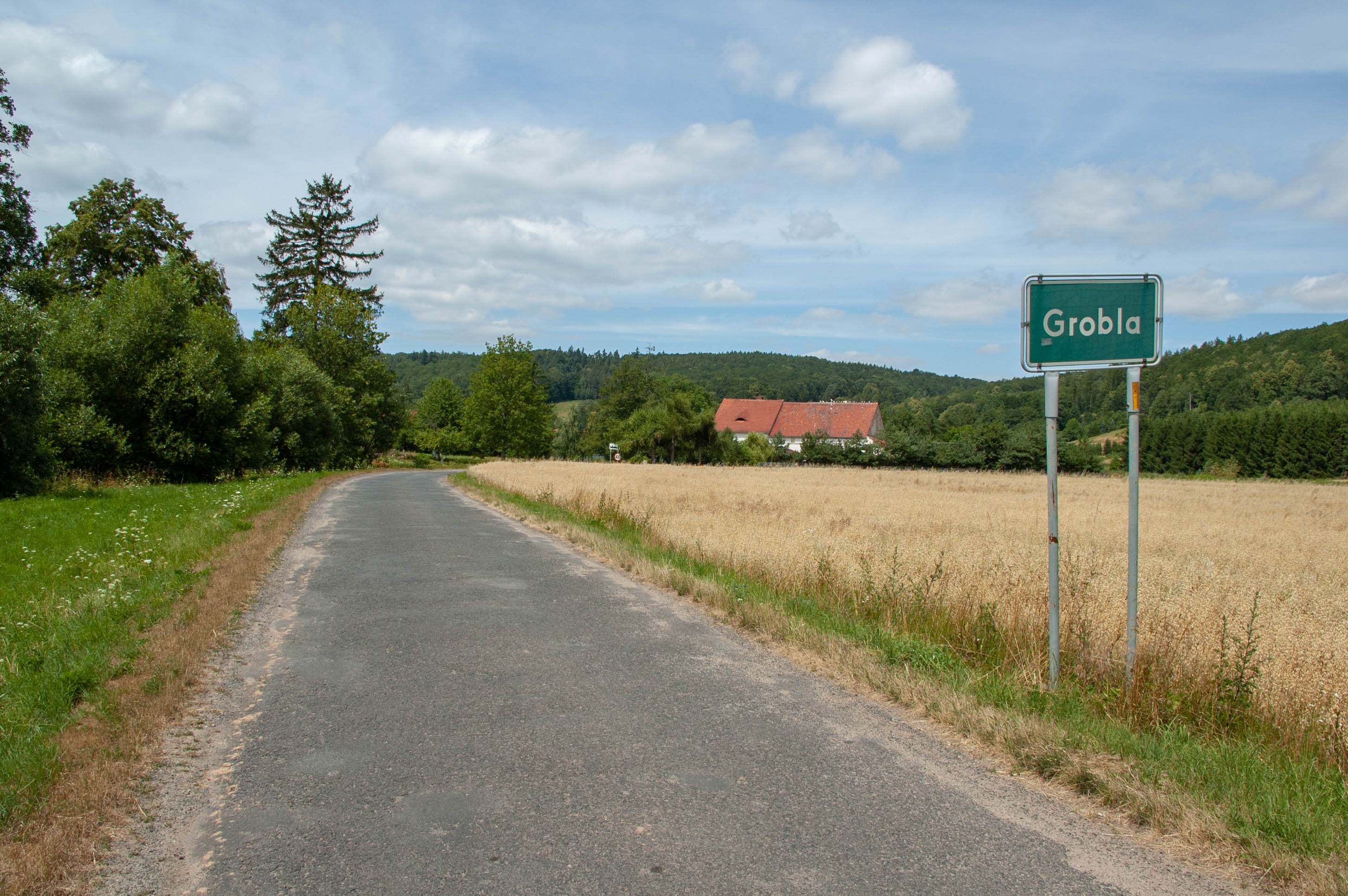